# Kees Staf

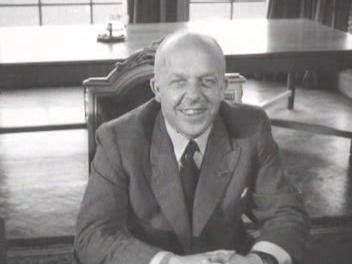
Kees Staf (1952)

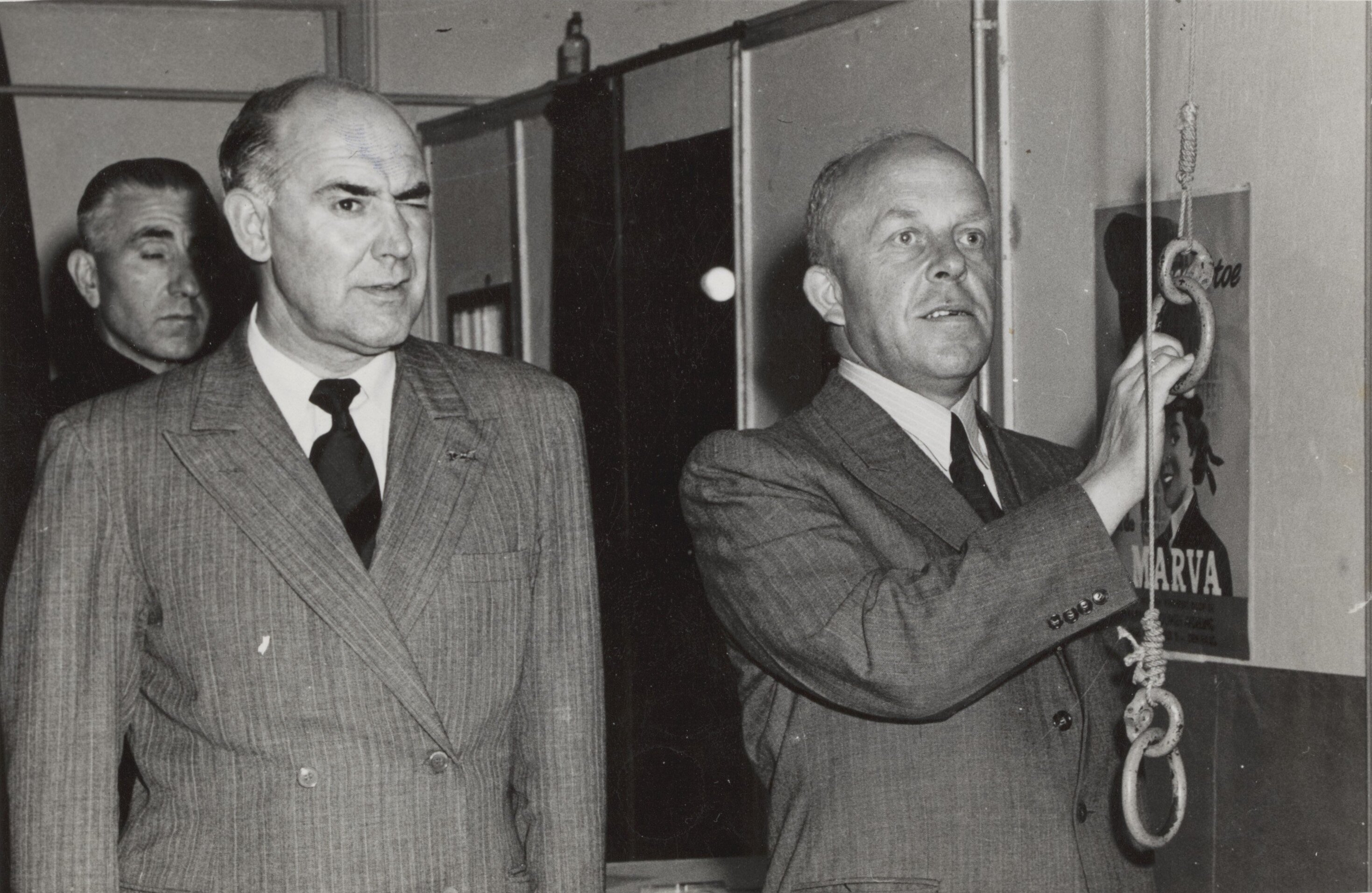
Kriegs- und Marineminister Staf (rechts) mit seinem Staatssekretär Harry Moorman bei einem Truppenbesuch 1951.

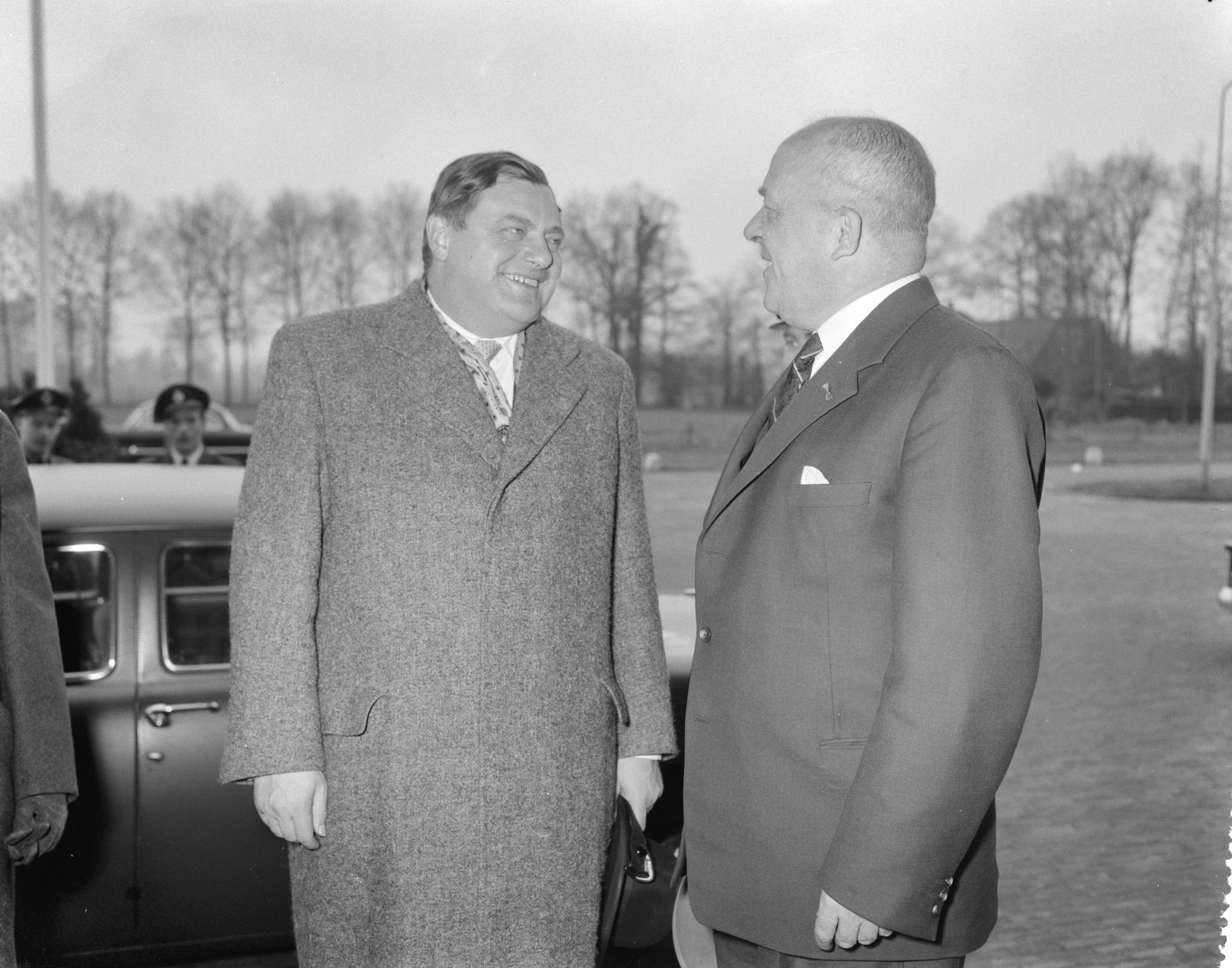
Verteidigungsminister Staf (rechts) mit dem deutschen Bundesminister der Verteidigung Franz Josef Strauß (1957)

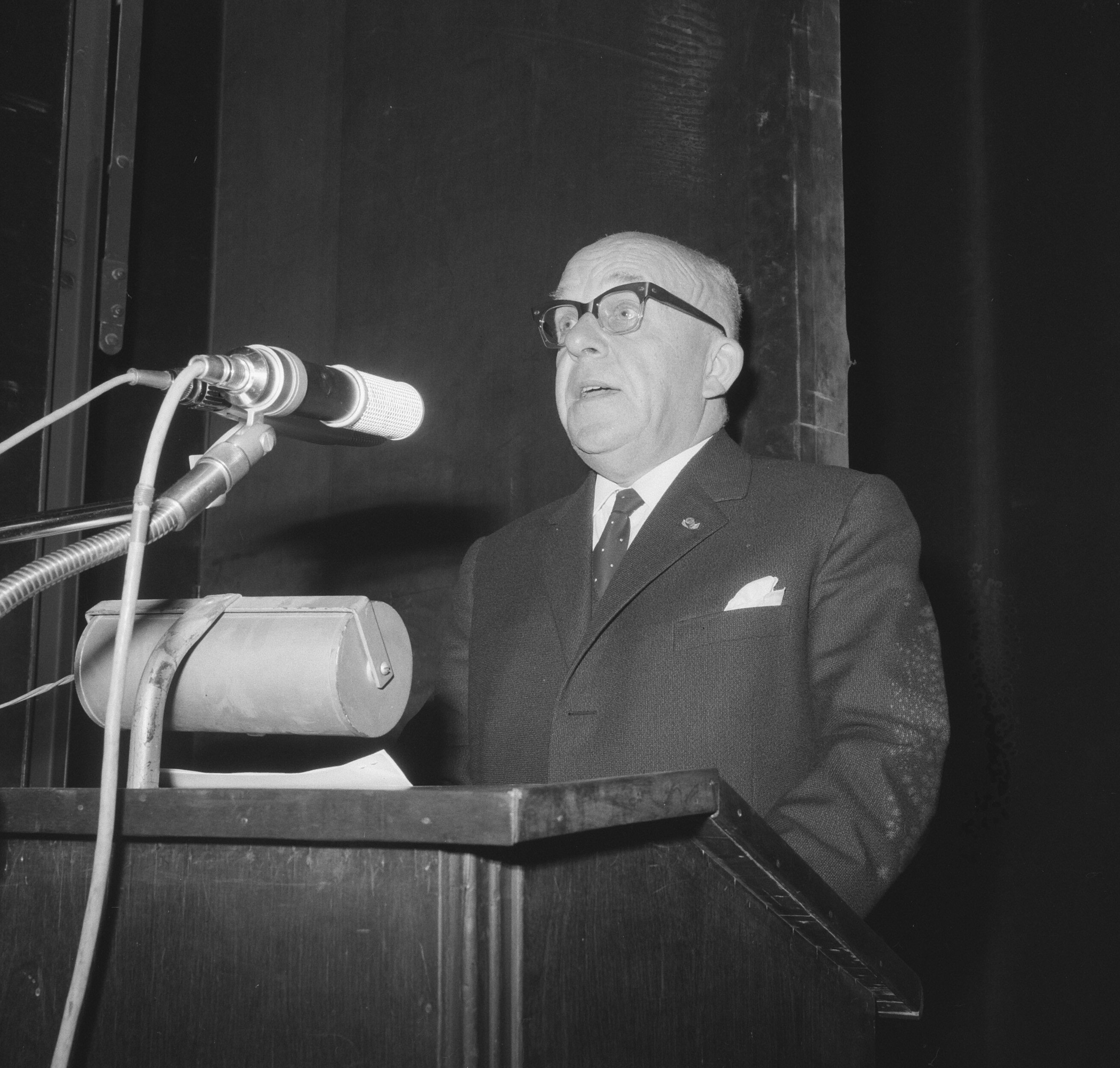
Kees Staf bei einer Rede als Vorsitzender des Verwaltungsrates der Nederlandse Heidemaatschappij NV (1965)

Cornelis „Kees“ Staf (* 23. April 1905 in Ede, Provinz Gelderland; † 10. September 1973 in Arnhem, Provinz Gelderland) war ein niederländischer Politiker der Christlich-Historischen Union CHU (Christelijk-Historische Unie), der von 1951 bis 1956 Kriegsminister und Marineminister war sowie zwischen 1956 und 1959 als Verteidigungsminister fungierte. Er reorganisierte die Streitkräfte, teilweise aufgrund der Beteiligung an der NATO, genoss bei der US-amerikanischen Regierung sowie Generalität hohes Ansehen und galt als kompetenter Manager. Er war sowohl Mitglied der Zweiten Kammer (Tweede Kamer der Staten-Generaal) als auch der Ersten Kammer der Generalstaaten (Eerste Kamer der Staten-Generaal) und spielte bei einigen Kabinettsbildungen als Informateur eine Vermittlerrolle. Er war nicht ganz unumstritten, da er während der deutschen Besetzung der Niederlande im Zweiten Weltkrieg als Beamter im Ministerium für Landwirtschaft, Fischerei und Ernährung an der Deportation niederländischer Bauern nach Osteuropa beteiligt war.

## Leben

### Ministerialbeamter, Zweiter Weltkrieg, Kriegs- und Marineminister
Cornelis „Kees“ Staf war als Beamter im Ministerium für Landwirtschaft, Fischerei und Ernährung an der Deportation niederländischer Bauern nach Osteuropa während der deutschen Besetzung der Niederlande im Zweiten Weltkrieg beteiligt, weshalb er während seiner politischen Laufbahn in der Nachkriegszeit nicht unumstritten war. Nach Kriegsende war er zwischen dem 1. Mai 1947 und dem 5. März 1951 Generaldirektor für Landwirtschaft im Ministerium für Landwirtschaft, Fischerei und Ernährung und begann daraufhin sein politisches Engagement in der Christlich-Historischen Union CHU (Christelijk-Historische Unie).
Am 15. März 1951 wurde Staf sowohl Kriegsminister (Minister van Oorlog) als auch Marineminister (Minister van Marine) im Kabinett Drees I und bekleidete diese Ämter auch im darauf folgenden Kabinett Drees II (2. September 1952 zum 13. Oktober 1956), im Kabinett Drees III (13. Oktober 1956 bis 22. Dezember 1958) sowie im Kabinett Beel II (22. Dezember 1958 bis 19. Mai 1959), wobei er nach der Zusammenlegung der beiden Ministerien seit dem 13. Oktober 1956 den Titel Verteidigungsminister (Minister van Defensie) führte.

### Mitglied der Ersten und Zweiten Kammer, Vorsitzender von Heidemij
Staf wurde für die CHU am 15. Juli 1952 Mitglied der Zweiten Kammer der Generalstaaten (Tweede Kamer der Staten-Generaal), der er bis zum 2. September 1952 angehörte. Am 22. August 1952 erhielt er als Informateur den (zunächst geheimen) Auftrag, Königin Juliana über die Möglichkeiten zu informieren, die nach dem Scheitern der Regierungsbildungsversuche von Willem Drees, Louis Beel und Leendert Antonie Donker zur Bildung eines Kabinetts bestanden. Nach Rücksprache mit Drees und Beel wurde beschlossen, ein neues Ministerium für Sozialarbeit einzurichten, dessen Minister Beel werden sollte. Mit Carl Romme wurde auch eine Lösung für die Besetzung des Außenministeriums durch zwei Minister (Johan Willem Beijen und Joseph Luns) gefunden. Das Ministerium für öffentlichen Wohnungsbau ging an die Katholische Volkspartei KVP (Katholieke Volkspartij) und das Justizministerium an die Partei der Arbeit PvdA (Partij van de Arbeid). Aufgrund der Erkenntnisse von Staf wurde Drees angewiesen, am 29. August 1952 ein Kabinett zu bilden, nachdem Staf selbst zuvor die Übernahme der Regierungsbildung als Ministerpräsident abgelehnt hatte.
Während seiner Amtszeit als Kriegs- und Marineminister sowie später als Verteidigungsminister wurde der Verteidigungsetat erheblich erhöht und ein umfangreiches Militärprogramm umgesetzt. Er reorganisierte die Streitkräfte, teilweise aufgrund der Beteiligung an der NATO, genoss bei der US-amerikanischen Regierung sowie Generalität hohes Ansehen und galt als kompetenter Manager. 1954 legte er zusammen mit dem Staatssekretär im Kriegsministerium Ferdinand Jan Kranenburg einen Gesetzentwurf zur Genehmigung eines Abkommens vom 13. August 1954 mit den Vereinigten Staaten über die Stationierung amerikanischer Truppen in den Niederlanden. Er war zwischen dem 3. Juli und dem 3. Oktober 1956 für die CHU abermals Mitglied der Zweiten Kammer der Generalstaaten.
Nach dem Tode von Willem Jan Arend Kernkamp fungierte er im Kabinett Drees II und im Kabinett Drees III zwischen dem 7. Juli 1956 und dem 16. Februar 1957 auch als kommissarischer Minister für Überseeische Reichsteile (Minister van Overzeese Rijksdelen ad interim). 1957 wurde ein neues Lotsengesetz (Loodswet ) erlassen. Darin wurden die Aufgaben des Lotsdienstes beim Lotsen von Seeschiffen geregelt, ein landesweiter Lotsentarif eingeführt und das Gesetz von 1859 aufgehoben. Nach dem Rücktritt von Sicco Mansholt übernahm er am 1. Januar 1958 im Kabinett Dress III auch das Amt als kommissarischer Minister für Landwirtschaft, Fischerei und Ernährung (Minister van Landbouw, Visserij en Voedselvoorziening ad interim) und bekleidete dieses bis zum 11. Januar 1958, woraufhin Anne Vondeling neuer Minister wurde. Im Kabinett Beel II übernahm er zwischen dem 22. Dezember 1958 und dem 19. Mai 1959 neben dem Amt des Verteidigungsministers auch erneut den Posten als kommissarischer Minister für Landwirtschaft, Fischerei und Ernährung, wobei er im April 1959 die reguläre Übernahme dieses Ministeramtes ablehnte. Im Mai 1959 erzielte er als Verteidigungsminister mit den USA eine Einigung über die nuklearen Aufgaben der niederländischen Streitkräfte. Nach seinem Ausscheiden aus der Regierung wurde er am 9. Juni 1959 für die CHU Mitglied der Ersten Kammer der Generalstaaten (Eerste Kamer der Staten-Generaal) und gehörte dieser als Vertreter der Provinz Gelderland bis zum 20. September 1960 an. Er war unter anderem einer Redner in der Diskussion über den Finanzhaushalt 1960.
Nach seinem Ausscheiden aus dem Parlament wurde Kees Staf am 1. Oktober 1961 Vorsitzender des Verwaltungsrates der Nederlandse Heidemaatschappij NV, der Heidemij, ein 1888 gegründeter internationaler Anbieter von Beratungs-, Projektmanagement- und Ingenieurleistungen in den Bereichen Infrastruktur, Wasser, Umwelt und Immobilien, und übte diese Funktion bis zum 1. Mai 1970 aus. Daneben wurde er am 1. November 1961 Mitglied des Vorstands von Bosschap, ab 1. November 1961, des Verbandes der Wald- und Naturbesitzer, sowie später auch Mitglied des Vorstands der Stiftung zur Förderung von Investitionen in Suriname (Stichting tot bevordering van investeringen in Suriname).

## Weblink
- Ir. C. (Kees) Staf (Parlement & Politiek) (Memento vom 26. April 2021 im Internet Archive)